# Plasmon
Indenfor fysik er en plasmon en kvantum af plasmaoscillation. Plasmonen er en kvasipartikel som resulterer fra kvantisering af plasmaoscillationer ligesom fotoner og fononer er henholdsvis kvantiseringer af lys og mekaniske vibrationer (selvom fotonen er en elementarpartikel, ikke en kvasipartikel). Plasmoner er elektrontætheds oscillationer i et rumfang af fri elektrongas, for eksempel ved optiske frekvenser.  Plasmoner kan koble med en foton og vil hermed skabe en kvasipartikel kaldet en plasma polariton.
Da plasmoner er kvantisering af klassiske plasmaoscillationer, kan de fleste af deres egenskaber afledes direkte fra Maxwells ligninger.

## Forklaring
Plasmoner kan beskrives i det klassiske billede som en oscillation af fri elektrontæthed med hensyn til de fastlåste positive ioner i et metal.  Til at visualisere en plasmaoscillation, forestil dig en terning af metal placeres i et eksternt elektrisk felt som peger til højre. Elektroner vil bevæge sig til venstre side (afdækkende positive ioner på højre side) indtil de ophæver feltet indeni metallet.  Nu slukker vi det elektriske felt, og elektronerne bevæger sig til højre, frastødende hinanden og tiltrækkende de positive ioner efterladt bare på den højre side.  De oscillerer frem og tilbage ved plasmafrekvensen indtil energien tabes ved en slags modstand eller dæmpning. Plasmoner er en kvantisering af disse slags oscillationer.
Plasmoner spiller en stor rolle ved de optiske egenskaber af metaller. Lys' frekvenser under  plasmafrekvensen reflekteres, fordi elektronerne i metallet skærmer lysets elektriske felt. Lys' frekvenser over plasmafrekvensen bliver transmitteret, fordi elektroner ikke kan reagere hurtigt nok til at skærme det. I de fleste metaller, er plasmafrekvensen i det ultraviolette område, hvilket gør at de skinner (reflekterer) i det synlige lys' område. Nogle metaller, såsom kobber
 
og guld, har elektroniske mellembåndsovergange i det synlige område, hvorved specifikke lysenergier (farver) bliver absorberet, hvilket giver dem deres distinkte farve. I halvledere, er valenselektronplasmafrekvenserne typisk i det dybe ultraviolette,
 
hvilket er hvorfor de også reflekterer.
Plasmonenergier kan ofte estimeres ved den fri elektronmodel som
{\displaystyle E_{p}=\hbar {\sqrt {\frac {ne^{2}}{m\epsilon _{0}}}}=\hbar \cdot \omega _{p},}
hvor {\displaystyle n} er conduktionelektron(?) tætheden, {\displaystyle e} er elementarladningen, {\displaystyle m} er elektronmassen, {\displaystyle \epsilon _{0}} er permittiviteten af fri rumtid,  {\displaystyle \hbar } er Plancks konstant og {\displaystyle \omega _{p}} er plasmonfrekvensen.

## Overfladeplasmoner
Overfladeplasmoner er plasmoner som er afgrænset til overflader og som interagerer stærkt med lys resulterende i en polariton. De opstår ved grænsefladen af vakuum eller materiale med en lille positiv imaginær og stor negativ reel dielektrisk konstant (sædvanligvis et metal eller doteret dielektrikum). De spiller en rolle i Surface Enhanced Raman Spectroscopy og til forklaring af anomalier ved diffraktion fra bl.a. metalgitre (Wood's anomali). Overfladeplasmonresonans bliver anvendt af biokemikere til at undersøge mekanismerne og kinetik af ligand bindinger til receptorer (f.eks. en substrat binding til et enzym).
Nyere overfladeplasmoner er blevet anvendt til at bestemme materialers farver.
 
Dette er muligt da det at styre partiklernes form og størrelse bestemmer typen af overfladeplasmoner som kan koble til den og udbrede sig hen over den.  Dette styrer lys' interaktion med overfladen.  Disse effekter illustreres af historiske glasmosaikker, som pryder katedraler fra middelalderen. I dette tilfælde, fås farven fra metal nanopartikler med en bestemt størrelse, som interagerer med det optiske felt, hvilket giver glasset dets levende farver.